# Tanja Karpela
Tanja Tellervo Karpela z domu Vienonen, poprzednio Karpela i Saarela (ur. 22 sierpnia 1970 w Salo) – fińska polityk, deputowana i była minister kultury.

## Życiorys
Egzamin maturalny zdała w 1989, w 2000 uzyskała dyplom licencjata w zakresie nauk politycznych.
W 1991 została Miss Finlandii, reprezentowała swój kraj w konkursie Miss Universe w tym samym roku. Zajęła się prowadzeniem własnej działalności gospodarczej. W 1999 po raz pierwszy uzyskała mandat posłanki do Eduskunty z ramienia Partii Centrum w okręgu Uusimaa.
W 2001 głośny w mediach stał się jej, jako opozycyjnej posłanki, związek z ówczesnym ministrem finansów, Saulim Niinistö. Para ogłosiła zaręczyny, zerwane ostatecznie w 2004. W 2003 i 2007 z Tanja Karpla powodzeniem ubiegała się o reelekcję w wyborach parlamentarnych. Od kwietnia 2003 do kwietnia 2007 sprawowała urząd ministra kultury w gabinecie Anneli Jäätteenmäki i w pierwszym rządzie Mattiego Vanhanena. W parlamencie zasiadała do 2011, rezygnując ze startu w kolejnych wyborach.